# Eduard Kubelík
Eduard Kubelík (* 8. října 2002 Dačice) je český atlet, reprezentant v běhu na 200 m. Na této trati je dvojnásobným halovým mistrem ČR a drží také několik národních rekordů v mládežnických kategoriích.
V roce 2024 získal Nejvyšší ocenění Kraje Vysočina – Dřevěnou medaili. V roce 2024 byl v anketě Sportovec kraje Vysočina oceněn 1. místem v kategorii Dospělí – muži.

## Osobní rekordy

### Dráha
- běh na 100 metrů – 10,51 s – 26. června 2021, Zlín
- běh na 200 metrů – 20,51 s – 30. července 2023, Tábor

### Hala
- běh na 200 metrů – 20,66 s – 30. ledna 2024, Ostrava